# Chris Robinson (regissör)
Chris Robinson är en regissör som har gjort många musikvideor och reklamfilmer.

## Videografi
- 50 Cent - "Baby By Me"
- Alicia Keys - "Fallin'"
- Alicia Keys - "Karma"
- Alicia Keys - "Superwoman"
- Alicia Keys - "Teenage Love Affair"
- Alicia Keys - "You Don't Know My Name"
- Amerie - "1 Thing"
- Amerie featuring T.I. - "Touch"
- Big Pun - "100%"
- Big Pun featuring Fat Joe - "Twinz (Deep Cover '98)"
- Boys II Men - "Color of Love"
- Brandy - "Full Moon"
- Brandy - "Long Distance"
- Brooke Valentine featuring Lil Jon & Big Boi - "Girlfight"
- Busta Rhymes featuring Mariah Carey & Flipmode Squad - "I Know What You Want"
- Busta Rhymes featuring Rick James - "In the Ghetto"
- Busta Rhymes featuring Sean Combs & Pharrell - "Pass the Courvoisier II"
- Busta Rhymes featuring Lil Wayne & Jadakiss - "Respect My Conglomerate"
- Busta Rhymes featuring Linkin Park - "We Made It"
- Cassie - "Official Girl"
- Ciara featuring Young Jeezy - "Never Ever"
- Erykah Badu - "Honey"
- Dave Navarro - "Hungry"
- DMX - "I Miss You" featuring Faith Evans
- DMX - "Lord Give Me A Sign"
- Eminem feat. Lil Wayne - "No Love"
- Faith Evans - "Again"
- Fat Joe featuring Lil' Wayne - "Make It Rain"
- Fat Joe featuring Puff Daddy - "Don Cartagena"
- Fefe Dobson - "Everything"
- Flo Rida featuring Nelly Furtado - "Jump"
- Gilbere Forte - "Black Chukkas"
- Ginuwine - "In Those Jeans"
- Gucci Mane featuring Swizz Beatz- "Gucci Time"
- J. Holiday - "Be With Me"
- Jamie Foxx featuring Drake - "Fall For Your Type"
- Jennifer Hudson - "Spotlight"
- JoJo - "Too Little Too Late"
- Jordin Sparks featuring Chris Brown - "No Air"
- Jordin Sparks - "S.O.S. (Let the Music Play)"
- Joss Stone - "You Had Me"
- Keri Hilson featuring Kanye West & Ne-Yo - "Knock You Down"
- Keyshia Cole - "Trust"
- Letoya Luckett - "She Don't"
- LeToya Luckett - "Torn"
- Lil Wayne - "On Fire"
- Lil Wayne Featuring Eminem - "Drop the World"
- Lord Tariq & Peter Gunz - "Deja Vu (Uptown Baby)"
- Ludacris featuring Plies - "Nasty Girl"
- Mary J. Blige - "We Got Hood Love"
- Mandy Moore - "Candy"
- Mario featuring Gucci Mane & Sean Garrett - "Break Up"
- Mario - "Thinkin' About You"
- Mic Geronimo - "Nothin' Move But the Money"
- Monica - "A Dozen Roses"
- Monica - "All Eyez on Me"
- Monica - "Knock Knock / Get It Off"
- Monica - "So Gone"
- Monica - "Everything to Me"
- Monica - "Love All Over Me"
- Musiq Soulchild - "Half Crazy"
- Musiq Soulchild - "Girl Next Door"
- Nas - "I Can"
- Nas featuring The Game &  Chris Brown - "Make the World Go Round"
- Nas - "One Mic"
- Nivea - "Don't Mess with the Radio"
- Nelly - "N Dey Say"
- Nelly - "wadsyaname"
- Ne-Yo - "Miss Independent"
- P. Diddy - "Bad Boy for Life"
- R. Kelly featuring Keri Hilson - "Number One"
- Ras Kass featuring Dr. Dre and Mack 10 - "Ghetto Fabulous"
- Santana featuring Sean Paul - "Cry Baby Cry"
- Three 6 Mafia - "Hit 'Em"
- T.I. - "Bring Em Out"
- T.I. featuring Justin Timberlake - "Dead and Gone"
- T.I. - "I'm Serious"
- T.I. featuring Jamie Foxx - "Live In The Sky"
- T.I. - "What You Know"
- T.I. - "Why You Wanna"
- T.I. featuring Wyclef Jean- "You Know What It Is"
- Tela - "Tired Of Ballin'"
- Tweet - "Call Me"
- Usher - "Confessions Part II"
- Usher and Alicia Keys - "My Boo"
- Usher - "Trading Places"
- Wale featuring Lady Gaga - "Chillin"
- Wale - "Nike Boots"
- Young Jeezy featuring R. Kelly - "Go Getta"